# Kon Ichikawa
Kon Ichikawa (市川 崑, Ichikawa Kon, Ise, Prefectura de Mie, 20 de novembre de 1915 - Tòquio, 13 de febrer de 2008) va ser un director de cinema japonès.
El 1933 després dels estudis de comerç a Osaka, Kon Ichikawa va trobar feina a la secció d'animació de la societat Jenkins-Osawa, a Kyoto, on es va convertir després en ajudant de directors com Tamizo Ishida, Yutaka Abe i Nobuo Aoyagi. Al començament dels anys 1940, la productora Jenkins-Osawa es va fusionar amb les societats de producció Toho i Foto Chemical Laboratories (P.C.L.). Kon Ichikawa va tornar a Tòquio. Hi va conèixer Natto Wada (和田 夏十, Natto Wada, de vegades transcrit com a Natsuto Wada), llavors traductora per la Toho, que serà la seva dona i escriurà els guions de la majoria dels seus films dirigits entre 1949 i 1965.
El 1946 la Toho li va donar l'oportunitat de realitzar un primer film, La filla del temple Dojo (Musume Dojoji), una animació rodada amb marionetes i adaptada d'una peça de bunraku. Kon Ichikawa no va presentar l'script del film al comitè de censura de l'ocupant americà abans de realitzar-lo (els temes massa « medievals » eren generalment rebutjats); en conseqüència, les autoritats americanes van confiscar les bobines, impedint la difusió. Molt de temps perdut, se l'ha cregut destruït, però el film es va trobar (i està conservat a la Cinémathèque francesa).

## Filmografia

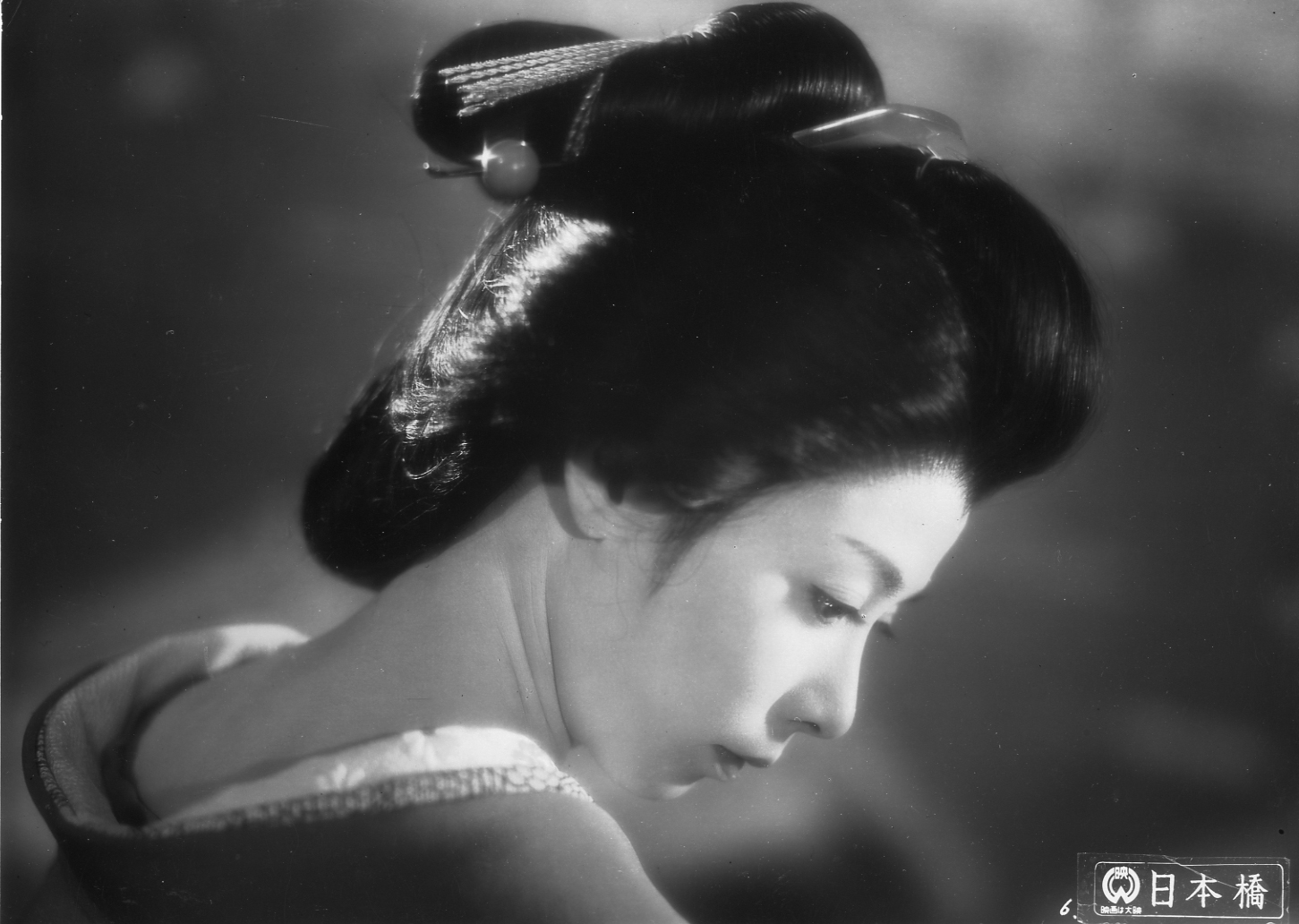
Chikage Awashima a El pont del Japó (1956)

- 1946: La noia del temple Dojo (娘道場寺, Musume Dojoji)
- 1947: Mil i una nits amb la Toho (Toho Senichiya)
- 1948: La flor que s'obre (花開く-待ち焦より, Hana hiraku - Machiko yori)
- 1948: 365 nits I-II (Sambyakurokujugo ya I-II)
- 1949: Retrat d'un ésser humà (Ningen moyo)
- 1949: Passió sense fre (Hateshinaki jonetsu)
- 1950: Sanshirô de Ginza (Ginza Sanshirô)
- 1950: Terra calenta (Netsudeichi)
- 1950: Persecució a l'alba (Akatsuki no tsuiseki)
- 1951: L'amant (Koibito)
- 1951: L'amor robat (Nusumareta koi)
- 1951: Flor de nit o El Perfum de la nit (Yaraiko)
- 1951: L'home sense nacionalitat (Mukokuseki mono)
- 1951: Flueix el riu Solo (Bungawan Solo)
- 1951: La marxa nupcial (Kekkon koshinkyoku)
- 1952: La gent jove (Wakai hito)
- 1952: Senyor Lucky (Rakki-san)
- 1952: Per aquí, per allà (Anote konote)
- 1952: La dona que ha tocat les cames (Ashi ni sawatta onna)
- 1953: Senyor Pû (Pû-san)
- 1953: Els amants (Aijin)
- 1953: La revolució blava (Aoiro kakumei)
- 1953: La joventut de Heiji Zenigata (Seishun Zenigata Heiji)
- 1954: Un mil·lionari (Okuman choja)
- 1954: Tot sobre mi (Watashi no subete o)
- 1954: Dotze capítols sobre les dones (Josei ni kansuru junisho)
- 1955: El pobre cor dels homes (Kokoro)
- 1955: Història de fantasmes de la joventut (Seishun kaidan)
- 1956: La cambra de les execucions (Shokei no heya), adaptació d'un novel·la de Shintarô Ishihara
- 1956: Nihonbashi o El Pont del Japó (Nihonbashi)
- 1957: El Forat (Ana) amb Shintarô Ishihara com a actor
- 1957: El tren ple de gom a gom (Manin densha)
- 1957: Els homes de Tohoku (Tohoku no zunmutachi), curt
- 1958: El pavelló d'or (炎上, Enjô), adaptació de la novel·la de Yukio Mishima
- 1959: La confessió impúdica (鍵, Kagi), adaptació de la novel·la de Junichiro Tanizaki
- 1959: Els Focs a la plana (野火, Nobi)
- 1959: Les paraules de les nostres trobades: adéu, salutació (Anata to watashi no aikotoba: sayonara, konnichiwa)
- 1960: Tendre i boja adolescència (Ototo)
- 1960: El fill de família (ぼんち, Bonchi)
- 1960: Testaments de dones, segon episodi (Jokyo: Mono o takaku uritsukeru onna)
- 1961: Deu dones de negre (Kuroi junin no onna)
- 1962: Tinc dos anys (私は二歳, Watashi wa nisai)
- 1962: El serment trencat (破戒, Hakai)
- 1963: La venjança d'un actor (雪之丞変化, Yukinojô henge)
- 1963: Sol sobre l'oceà Pacífic (太平洋ひとりぼっち, Taiheiyo hitori-botchi)  amb Yûjirô Ishihara
- 1964: La Dansa del grisbi (Dokonjo monogatari - zeni no odori)
- 1965: Olimpíades de Tòquio (東京オリンピック Tōkyō Orinpikku)
- 1965-1966: La dita del Genji (Genji monogatari), telefilm
- 1967: Kyoto (Kyoto)
- 1967: La guerra dels botons de Toppo Jijo (Toppo Jijo no botan senso)
- 1968: La joventut (Seishun)
- 1970: El Japó i els japonesos (Nihon to Nihonjin)
- 1971: Perquè ? (He futatabi)
- 1973: Errances (Matatabi)
- 1973: Temps atura't, ets bonica (Tokiyo tomare - kimi wa utsukushii)
- 1973: The Fastest, segment del film col·lectiu Visions of Eight
- 1975: Sóc un gat (吾輩は猫である, Wagahai wa neko de aru), adaptació de la novel·la de Sôseki Natsume
- 1976: El complot de la família Inugami (Inugami-ke no ichizoku)
- 1976: Entra l'esposa i la dona (Tsuma to onna no va aida), codirigida amb Shirō Toyoda
- 1977: L'Illa de la presó (Gokumon-to)
- 1977: La balada del diable (Akuma no temari-uta)
- 1978: La reina de les abelles (Jobachi)
- 1978: El fènix (Hi no tori)
- 1979: La casa del penjat (Byoinzaka no kubikukuri no ie)
- 1979: El tren de la via lactea 999 (Ginga Tetsudo 999)
- 1980: Koto o L'antiga capital (Koto)
- 1981: La felicitat (Kofuku)
- 1983: Les quatre germanes Makioka (Sasame-yuki)
- 1984: O-han (おはん, Ohan)
- 1985: L'arpa de Birmània (Biruma no Tategoto), remake
- 1986: El palau de les festes (Rokumeikan)
- 1986: El conte dels gatets (Koneko monogatari), telefilm
- 1987: L'actriu (映画女優, Eiga joyû)
- 1987: La princesa de la lluna (Taketori monogatari)
- 1988: La grua (Tsuru)
- 1991: L'homicidi de la llegenda de Tenga (Tenkawa densetsu satsujin jiken)
- 1993: Fusa
- 1993: El retorn de Monjiro Kogarashi (Kaette kitta Kogarashi Monjiro)
- 1993: Shinjitsu ichiro, telefilm
- 1994: Els 47 ronin (Shijushichinin no shikaku)
- 1996: El poble de les vuit tombes (Yatsu haka mura)
- 2000: Doraheita
- 2000: Shinsengumi
- 2001: Big Mama (Kah-chan)
- 2002: Tobo, telefilm
- 2003: Musume no kekkon
- 2006: Els inugamis (Inugamike no ichizoku)

## Filmografia (productor)
- 1960: La dona que ha tocat les cames (足にさわった女), Ashi ni sawatta onna)
- 1962: Tinc dos anys (私は二歳, Watashi wa nisai)
- 1963: La venjança d'un actor (雪之丞変化, Yukinojô henge)
- 1965: Tòquio Olimpíades (Tokyo Orinpikku)
- 1967: La guerra dels botons de Toppo Jijo (Toppo Jijo no botan senso)
- 1968: Kyoto (京), kyo)
- 1977: La balada del diable (Akuma no temari-uta)
- 1977: L'Illa de la presó (Gokumon-to)
- 1979: La casa del penjat (Byoinzaka no kubikukuri no ie)
- 1983: Les quatre germanes Makioka (Sasame-yuki)
- 1984: O-han (おはん, Ohan)
- 1987: L'actriu (映画女優, Eiga joyû) '